# 今夜はドント・ストップ
「今夜はドント・ストップ」（こんやはドント・ストップ、Don't Stop 'Til You Get Enough）は、1979年にマイケル・ジャクソンが発表した楽曲、及び同曲を収録したシングル。

## 解説
アルバム『オフ・ザ・ウォール』からのシングル・カット。作詞・作曲はマイケル・ジャクソン自身による。ビルボード誌では、1979年10月13日に週間ランキング第1位を獲得。ビルボード誌1979年度年間ランキングは第91位。
ジャクソンは本作により、1980年度のグラミー賞「最優秀男性R&Bヴォーカル賞」を受賞し、アメリカン・ミュージック・アワードでは4部門の賞を獲得した。
日本では1981-1982年頃、スズキのスクーター「ラブ」のCMソングに使われた。歌い出しの“Lovely～”と商品名の「ラブ」を合わせたコマーシャルで、ジャクソンの日本での知名度を大きく高めた。
メインボーカルは冒頭のささやき以外すべてファルセットで歌われている。
この曲は後に『グレイテスト・ヒッツ』・『ナンバー・ワンズ』・『アルティメット・コレクション』・『エッセンシャル・マイケル・ジャクソン』にも収録された。

## ショートフィルム
「今夜はドント・ストップ」のミュージックビデオはニック・サックストンによって監督・プロデュースされ、全世界に向けて1979年10月に公開された。これはマイケルにとってソロになってから初のミュージックビデオだった。ビデオは『オフ・ザ・ウォール』のジャケット写真を思い起こさせる黒と白のタキシードに黒い蝶ネクタイのマイケルが笑顔で歌って踊る内容であり、背景には抽象的な幾何学模様の物体がクロマキーで合成されている。一部場面でマイケルが3つに分裂して踊るが、これは当時革新的だったと考えられている。
ビデオは『ビデオ・グレイテスト・ヒッツ〜ヒストリー』『ナンバー・ワンズ』『マイケル・ジャクソン VISION』に収録されている。

## ライヴ・パフォーマンス
マイケルはこの曲をザ・ジャクソンズのデスティニー・ツアーの後半戦とトライアンフ・ツアーで披露した。Bad World Tourではアレンジされたこの曲が「バッド・グルーヴ」のインタールードの中で使用された。1996年から1997年にかけて行われたHIStory World Tourの「オフ・ザ・ウォール」メドレーの一曲としても「ロック・ウィズ・ユー」「オフ・ザ・ウォール」とともに披露された。THIS IS ITでも「オフ・ザ・ウォール」メドレーとして披露される計画があったが、突然の死によってショウはキャンセルされた。

## トラックリスト
| European 7" single (EPC 7763) - A. "Don't Stop 'Til You Get Enough – 3:58 - B. "I Can't Help It" – 4:29 Netherlands 12" single - A. "Don't Stop 'Til You Get Enough – 5:53 - B. "I Can't Help It" – 4:29 | "Visionary" DualDisc single (82876725112) CD side 1. "Don't Stop 'Til You Get Enough" (7" edit) – 3:58 2. "Don't Stop 'Til You Get Enough" (12" edit) – 5:53 DVD side 1. "Don't Stop 'Til You Get Enough" (video) – 4:11 |

## チャート・パフォーマンス
| チャート (1979–1980)                                   | 最高 順位 |
| ------------------------------------------------------ | --------- |
| オーストラリア (ケント・ミュージック・レポート)        | 1         |
| オーストリア (Ö3 Austria Top 40)                       | 11        |
| ベルギー (ウルトラトップ50 Flanders)                   | 2         |
| カナダ (RPM)                                           | 3         |
| カナダ / Top Disco Singles (RPM)                       | 1         |
| デンマーク (トラックリステン)                          | 1         |
| フィンランド (スオメン・ヴィラリネン・リスタ)          | 5         |
| フィンランド / Jukebox (Suomen virallinen singlelista) | 8         |
| フランス (SNEP)                                        | 12        |
| ドイツ (GfK Entertainment charts)                      | 13        |
| アイルランド (IRMA)                                    | 1         |
| イタリア (Musica e Dischi)                             | 15        |
| オランダ (Dutch Top 40)                                | 2         |
| オランダ (Single Top 100)                              | 2         |
| ニュージーランド (Recorded Music NZ)                   | 1         |
| ノルウェー (VG-lista)                                  | 1         |
| 南アフリカ (Springbok Radio)                           | 1         |
| スペイン (AFE)                                         | 5         |
| スウェーデン (Sverigetopplistan)                       | 18        |
| スイス (Schweizer Hitparade)                           | 4         |
| UK シングルス (OCC)                                    | 3         |
| US Billboard Hot 100                                   | 1         |
| US Hot Soul Singles (Billboard)                        | 1         |
| US Disco Top 100 (Billboard)                           | 2         |
| US キャッシュボックス Top 100                          | 1         |
| US Radio & Records CHR/Pop Airplay Chart               | 5         |

| チャート (2006)                   | 最高 順位 |
| --------------------------------- | --------- |
| フランス (SNEP)                   | 52        |
| ドイツ (GfK Entertainment charts) | 77        |
| アイルランド (IRMA)               | 21        |
| イタリア (FIMI)                   | 6         |
| オランダ (Single Top 100)         | 39        |
| スペイン (PROMUSICAE)             | 2         |
| UK シングルス (OCC)               | 17        |

| チャート (2008)       | 最高 順位 |
| --------------------- | --------- |
| フランス (SNEP)       | 54        |
| スペイン (PROMUSICAE) | 7         |

| チャート (2009)                   | 最高 順位 |
| --------------------------------- | --------- |
| オーストラリア (ARIA)             | 21        |
| オーストリア (Ö3 Austria Top 40)  | 47        |
| カナダ Digital Songs (Billboard)  | 19        |
| フランス (Billboard) France Songs | 9         |
| ドイツ (GfK Entertainment charts) | 69        |
| アイルランド (IRMA)               | 36        |
| イタリア (FIMI)                   | 16        |
| 日本 (Hot 100)                    | 77        |
| オランダ (Single Top 100)         | 10        |
| ポルトガル (Top 20)               | 18        |
| スウェーデン (Sverigetopplistan)  | 50        |
| スイス (Schweizer Hitparade)      | 20        |
| UK シングルス (OCC)               | 38        |
| US Hot Digital Songs (Billboard)  | 9         |

| チャート (1979)                                 | 順位 |
| ----------------------------------------------- | ---- |
| オーストラリア (ケント・ミュージック・レポート) | 50   |
| ベルギー (ウルトラトップ50 Flanders)            | 27   |
| カナダ トップシングルス (RPM)                   | 32   |
| オランダ (Dutch Top 40)                         | 31   |
| オランダ (Single Top 100]                       | 50   |
| ニュージーランド (Recorded Music NZ)            | 13   |
| イギリス (Music Week)                           | 23   |
| US Billboard Hot 100                            | 91   |
| US Hot Soul Singles (Billboard)                 | 3    |
| US キャッシュボックス Top 100                   | 17   |

| チャート (1980)                                 | 順位 |
| ----------------------------------------------- | ---- |
| オーストラリア (ケント・ミュージック・レポート) | 12   |
| 南アフリカ (Springbok Radio)                    | 4    |

## 認定
| 国/地域                                                       | 認定        | 認定/売上数 |
| ------------------------------------------------------------- | ----------- | ----------- |
| オーストラリア (ARIA)                                         | Platinum    | 70,000^     |
| カナダ (Music Canada)                                         | 3× Platinum | 240,000     |
| デンマーク (IFPI Danmark)                                     | Gold        | 45,000      |
| イタリア (FIMI) 2009年から                                    | Gold        | 35,000      |
| スペイン (PROMUSICAE)                                         | Gold        | 30,000      |
| イギリス (BPI) フィジカル                                     | Silver      | 250,000^    |
| イギリス (BPI)                                                | Platinum    | 812,000     |
| アメリカ合衆国 (RIAA)                                         | Platinum    | 1,000,000^  |
| アメリカ合衆国 (RIAA) デジタル                                | 5× Platinum | 5,000,000   |
| ^ 認定のみに基づく出荷枚数 · 認定のみに基づく売上数と再生回数 |             |             |

## その他
2009年6月30日にスペイン・バルセロナのカンプ・ノウ・スタジアムで行われたU2のコンサートでは、死去したジャクソンを称え、「エンジェル・オブ・ハーレム」が捧げられた。そしてこの曲の最後に、「マン・イン・ザ・ミラー」と「今夜はドント・ストップ」のサビの部分が演奏された。